# Polyura chlorus
Polyura chlorus är en fjärilsart som beskrevs av Hans Fruhstorfer 1914. Polyura chlorus ingår i släktet Polyura och familjen praktfjärilar. Inga underarter finns listade i Catalogue of Life.